# 令嬢殺人事件
『令嬢殺人事件』（れいじょうさつじんじけん、原題：英語: Letty Lynton）は、1932年に製作・公開されたアメリカ合衆国の映画である。

## 概要
マリー・ベロック・ローンズの小説に基づきクラレンス・ブラウンが監督、ジョーン・クロフォードとロバート・モンゴメリーが主演した。衣裳デザイナーのエイドリアンがデザインした衣裳は「レティ・リントン・ドレス」として注目を浴びた。

## キャスト
- レティ・リントン：ジョーン・クロフォード
- ヘイル・ダロー：ロバート・モンゴメリー
- エミール・ルノー：ニルス・アスター
- ヘイニー：ルイス・ストーン
- レティの母：メイ・ロブソン

## スタッフ
- 監督：クラレンス・ブラウン
- 製作総指揮：アーヴィング・タルバーグ（クレジットなし）
- 製作：ハント・ストロンバーグ（クレジットなし）
- 脚本：ジョン・ミーハン、ワンダ・タチョック
- 撮影：オリヴァー・T・マーシュ
- 編集：コンラッド・A・ネルヴィッヒ
- 美術：セドリック・ギボンズ
- 衣裳：エイドリアン
- 録音：ダグラス・シアラー